# Емблема Ірану
Державна емблема Ісламської Республіки Іран (перс. نشان رسمی جمهوری اسلامی ایران) є стилізованим написом «Аллах» арабо-перським письмом (араб. الله) і складається із чотирьох півмісяців і меча, які символізують ісламський символ віри — «Немає бога, крім Аллаха» (араб. لا إله إلاَّ الله) і П'ять стовпів ісламу. Її тюльпаноподібна форма — данина стародавньому повір'ю, згідно з яким на могилі полеглих за Іран виростає червоний тюльпан.
Державна емблема ІРІ розроблена художником Хамидом Наднімі й затверджена Аятоллою Хомейні 9 травня 1980. Цей символ Ірану зашифрований у системі Юнікод і має код U+262B (☫).

## Історичний герб Ірану
|  | Історичний герб Ірану являє собою зображення крокуючого лева, що несе на спині золоте сонце і тримає в правій лапі меч. |